# F-stik
Et F-stik (IEC 60169-24) er et koaksial RF-stik som almindeligvis anvendes til fjernsyn; fx til DTT, kabel-tv og satellit-tv, med 75 ohm koaksialkabel.

## Historisk
F-stikket blev designet af Eric E. Winston i de tidlige 1950'ere mens han arbejdede for Jerrold Electronics på deres udvikling af kabel-tv. I 1970'erne blev brugen af F-stikket almindelig til VHF og senere til UHF i amerikanske antenneforbindelser, hvor det erstattede 300 ohms fladkabel.
F-stikket er i dag specificeret i IEC 60169.

## Montage og koderinge
F-hanstik er designet til at være let at montere på et 75 ohms kabel, uden lodning eller krimpning, men kablet skal have stiv inderleder. Antallet af ringe på F-hanstikket koder for, hvilken kabeldiameter interval hanstikket kan anvendes med:
- 3 ringe: 4,0 mm
- 2 ringe: 5,0 mm – 5,2 mm
- 1 ring: 5,8 mm – 6,1 mm
- Ingen ring: 7,0 mm – 8,2 mm